# جيمس ر. جوردن سينيور
جيمس ر. جوردن سينيور (بالإنجليزية: James R. Jordan, Sr.) هو لاعب كرة قاعدة وشخصية أعمال أمريكي، ولد في 31 يوليو 1936 في والاس في الولايات المتحدة، وتوفي في 23 يوليو 1993 في لومبيرتون في الولايات المتحدة بسبب إصابة بعيار ناري.